# Осока вереснякова
Осока вереснякова (Carex ericetorum) — вид рослин родини осокові (Cyperaceae), поширений у Європі й зх. Азії та Монголії.

## Опис
Багаторічна трав'яниста рослина 10–35 см. Покривні луски жіночих квіток бурі або світло-коричневі, біло-перетинчасті й на краю війчасті. Мішечки обернено-яйцюваті, без жилок, 2–2.5 мм завдовжки, з коротким носиком. Основа стовпчика не розширена. Колоски в числі 2–3, зближені. Листові пластинки жорсткі. Плівчаста грань листових піхв з дрібними шипиками (при збільшенні!).

## Поширення
Поширений у Європі й зх. Азії та Монголії.
В Україні вид зростає в соснових борах і вирубках — в Поліссі звичайний; в Лісостепу, Степу, Розточсько-Опільських лісах зрідка.

## Галерея

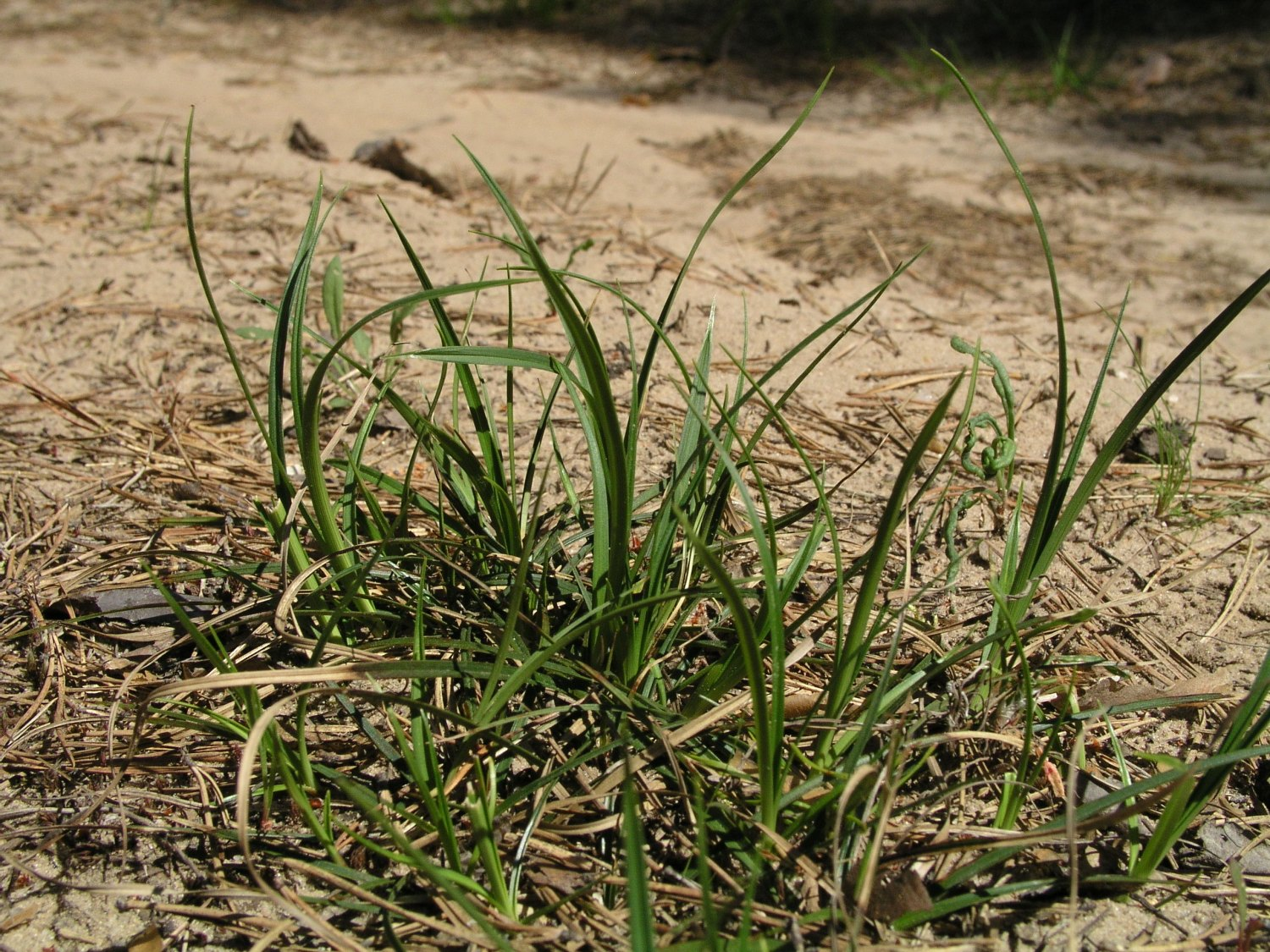
рослина
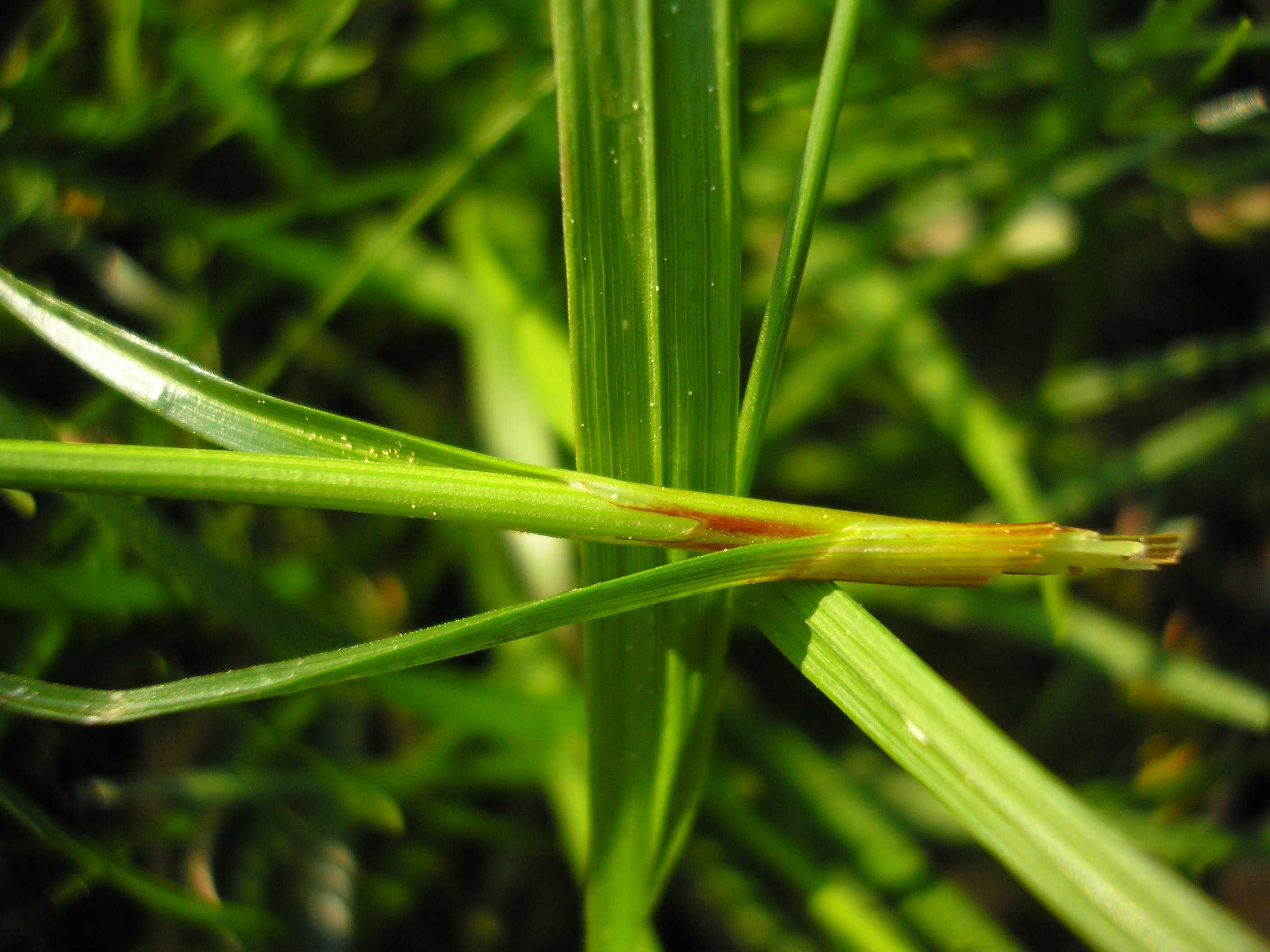
листя
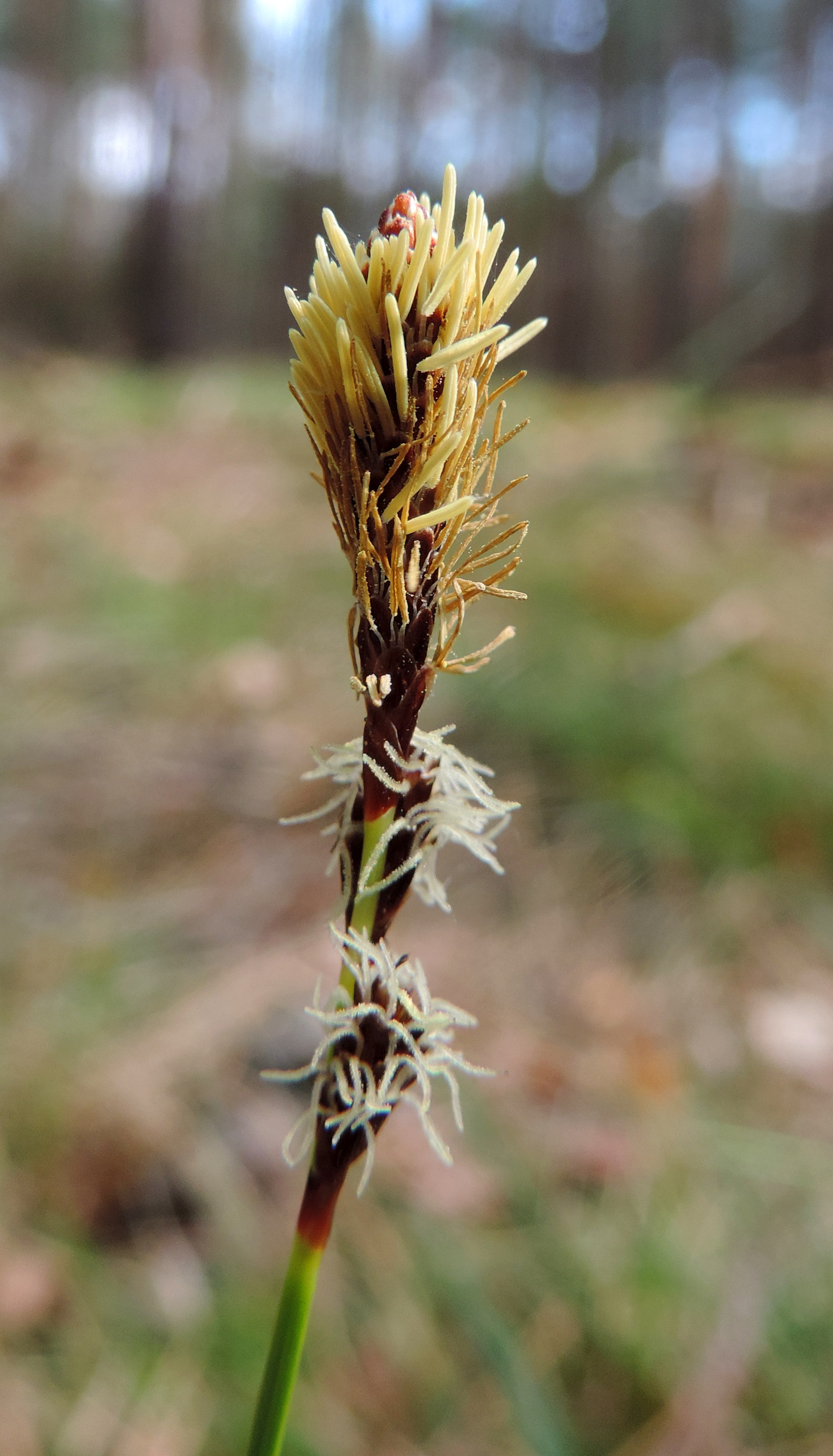
суцвіття